# 马茨·特林
马茨·特林（瑞典語：Mats Thelin，1961年3月30日—），瑞典男子冰球运动员，1980年开始职业生涯。他曾代表瑞典参加1984年冬季奥林匹克运动会冰球比赛，获得一枚铜牌。